# Cô gái thuốc lá

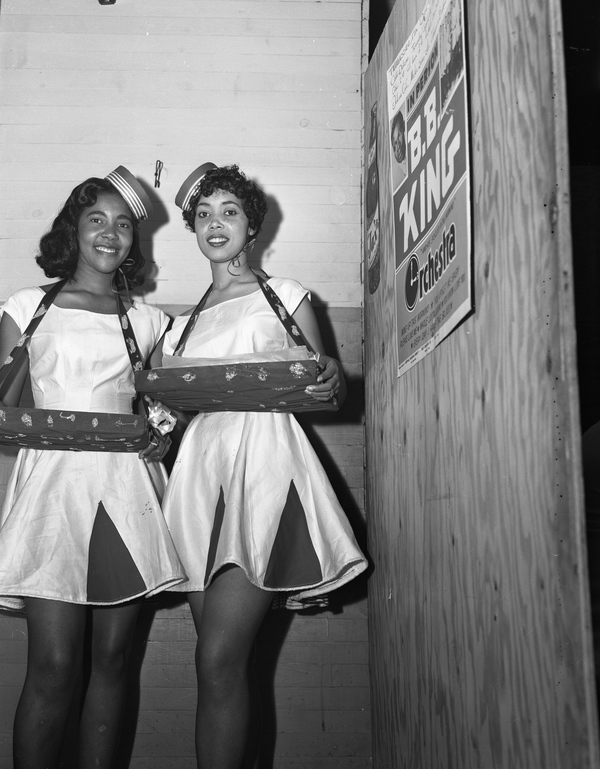
Những cô gái thuốc lá ở Florida năm 1956

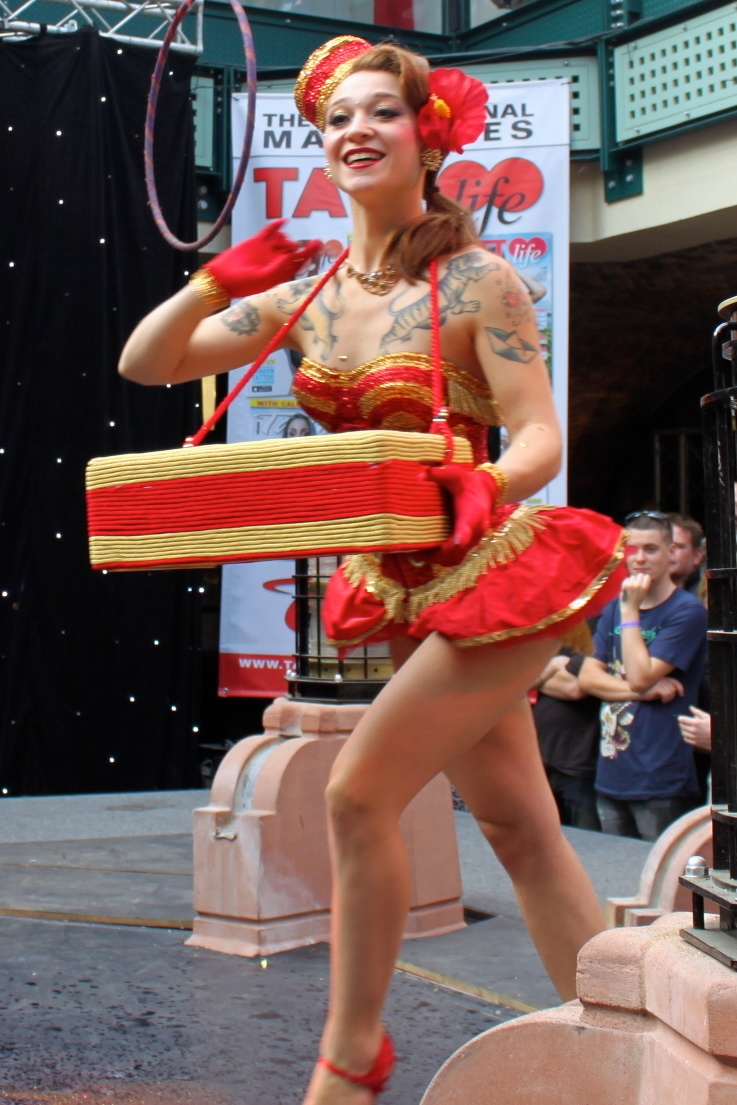
Nghệ sĩ biểu diễn Janet Fischietto Burlesque hóa trang thành "Cô gái thuốc lá"

Tại châu Âu và Hoa Kỳ, cô gái thuốc lá (tiếng Anh: cigarette girl) là người bán hoặc cung cấp thuốc lá từ khay được giữ bằng dây đeo cổ. Họ có thể mang theo xì gà và các mặt hàng khác như kẹo, đồ ăn nhẹ và kẹo cao su.

## Đồng phục
Đồng phục phổ biến nhất là váy kiểu ngắn màu đỏ và đen dài trên đầu gối đi kèm với một chiếc mũ hộp, nhưng có nhiều màu sắc và kiểu dáng khác nhau. Một danh hiệu khác cho một cô gái thuốc lá là "cô gái bán kẹo".
Bên cạnh việc phục vụ thuốc lá và các món mới lạ, các cô gái còn đóng vai trò hấp dẫn và tán tỉnh các khách hàng là nam giới. Các cô gái thường đồng ý với hy vọng nhận được tiền boa từ các doanh nhân giàu có.

## Phổ biến và suy giảm
Hình ảnh hiện đại của cô gái hút thuốc được phát triển vào những năm 1920 với sự đô thị hóa của Mỹ. Mặc dù phần lớn không được nhìn thấy ngoài các câu lạc bộ, các cô gái thường xuất hiện trong các bộ phim của Hollywood và nhanh chóng trở nên nổi tiếng trong công chúng. Cô gái hút thuốc tại các hộp đêm đã trở thành một nhân vật chính của điện ảnh và sân khấu.
Với việc bãi bỏ lệnh cấm vào năm 1933, các quán rượu trên khắp nước Mỹ đóng cửa và các cô gái nhanh chóng tìm được việc làm tại các địa điểm kinh doanh phổ biến hơn.
Những cô gái hút thuốc là cảnh thường thấy ở các nhà hàng, câu lạc bộ, quán bar, sân bay và sòng bạc trong những năm 1930 và 1940 ở Hoa Kỳ. Từ cuối Thế chiến thứ hai đến những năm 1950, các cô gái đã mở rộng hơn tại các sự kiện thể thao và hành lang của các nhà hát và hội trường âm nhạc trong thời gian nghỉ.
Tuy nhiên, với sự phát triển của máy bán thuốc lá vào giữa những năm 1950, các địa điểm không cần thiết phải tìm kiếm những cô gái này làm việc, họ hầu như biến mất khỏi công chúng. Ngày nay tại một số sòng bạc và hộp đêm vẫn sử dụng các cô gái hút thuốc, đặc biệt là trên dải Las Vegas.